# Acantharctia tenebrosa
Acantharctia tenebrosa är en fjärilsart som beskrevs av Rothschild 1935. Acantharctia tenebrosa ingår i släktet Acantharctia och familjen björnspinnare. Inga underarter finns listade i Catalogue of Life.